# Euagra klagesi
Euagra klagesi là một loài bướm đêm thuộc phân họ Arctiinae, họ Erebidae.